# Mark Polansky
Mark Lewis "Roman" Polansky (født 2. juni 1956 i Paterson, New Jersey) er en amerikansk rumfartsingeniør, forskningspilot og NASA-astronaut.

## Uddannelse
Polansky studerede på John P. Stevens High School, Edison, New Jersey i året 1974, modtog han en naturvidenskabelig bachelorgrad i luftfartskortene og astronautical teknik, og en Master of Science grad inden for flyindustrien og astronautics, fra Purdue University, begge i 1978.
Mark Polansky var udvalgt til at være kaptajn på rumfærge-flyvningen STS-127 til Den Internationale Rumstation.